# Josef von Kudler
Joseph von Kudler (Graz, 10 ottobre 1786 – Vienna, 6 febbraio 1853) è stato un economista e giurista austriaco.

## Biografia

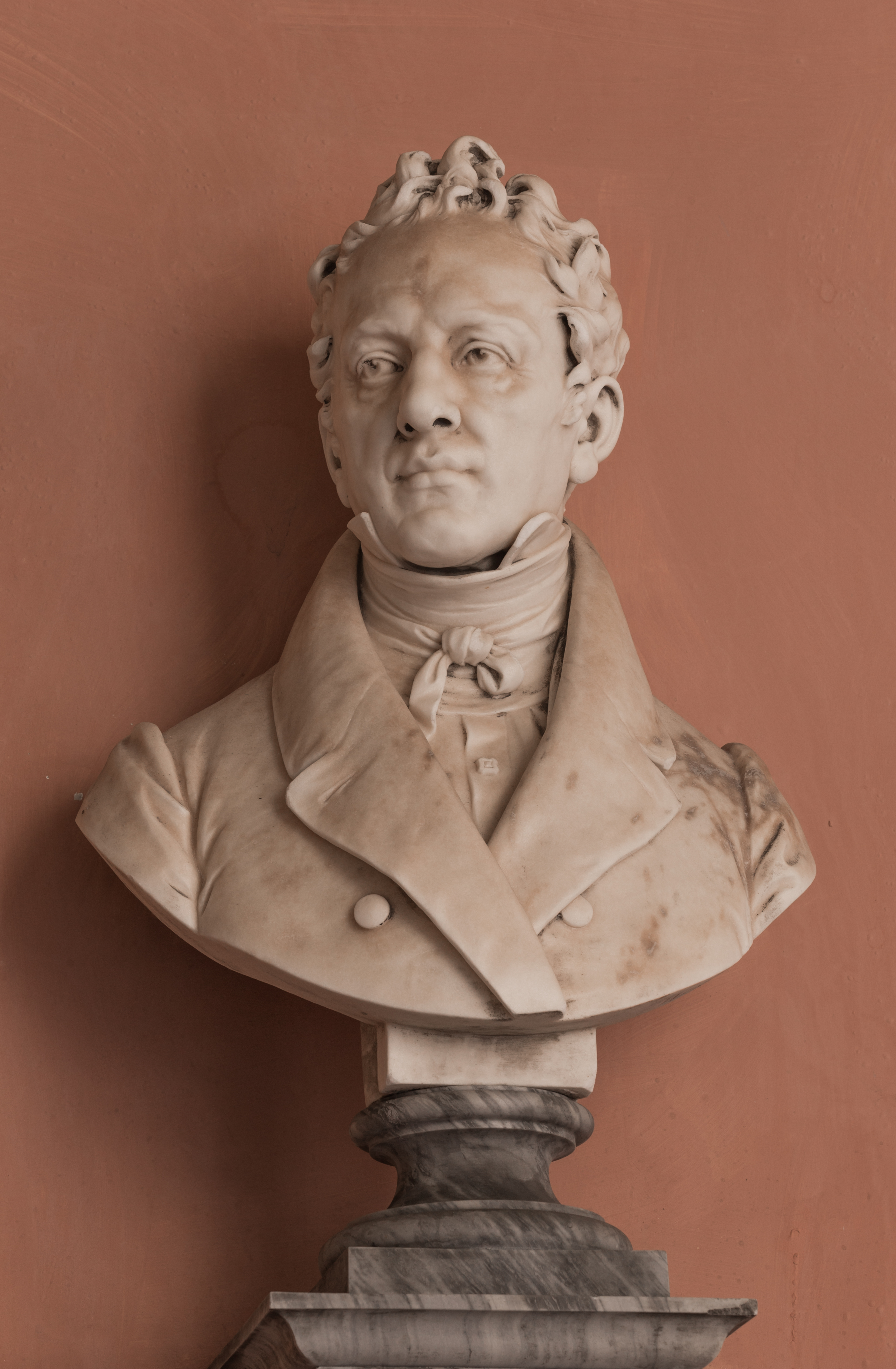
Busto nel cortile dell'Università di Vienna di Wilhelm Seib

Josef Kudler studiò giurisprudenza e scienze politiche all'Università di Vienna. Prima di conseguire dottorato divenne docente supplente di statistica e scienze politiche. Fra il 1810 e il 1821 lavorò al Liceo di Graz.
Fu uno dei fondatori della Società agricola stiriana e dell'associazione di lettura al Joanneum di Graz. Diede un grande contributo alla formazione e alla crescita della compagnia di assicurazione contro i danni da incendio nella Bassa Austria e in Stiria.
Nel 1821 gli fu assegnata la cattedra di scienze politiche e giurisprudenza austriaca a Vienna. Nel 1824 pubblicò la sua Erklärung des Strafgesetzes über schwere Polizeiübertretungen ("Chiarimenti di legge penale riguardo ai reati gravi di polizia") nella rivista Zeitschrift für österr. Rechtsgelehrsamkeit und politische Gesetzkunde, di cui assunse il ruolo di caporedattore dal 1834. Vi pubblicò numerosi saggi, fra gli altri, su questioni fiscali. A suo avviso, le tasse avrebbero dovuto essere imposte solo sul reddito.
Nel 1845 fu chiamato a partecipare al Comitato per la riforma del sistema di studi giurisprudenziali, nel 1848 divenne vicedirettore di giurisprudenza e scienze politiche all'Università di Vienna. Nel 1846 apparve Die Grundlehren der Volkswirtschaft ("I principi di base dello studio dell'economia nazionale"), scritto su suggerimento del giovane arciduca Guglielmo, di cui Kudler era stato insegnante di scienze politiche. In quest'opera egli difende la libertà di acquisizione, di proprietà e di movimento e l'eliminazione della decima. Kudler, seguendo il pensiero di Friedrich List, sostenne l'applicazione di moderate imposte protezionistiche.
Nel 1849 divenne capo del consiglio del collegio dei docenti della Facoltà di giurisprudenza e scienze politiche dell'Università di Vienna.
Nel 1848 diventò membro del Reichstag costituente, di cui divenne il primo presidente. Sebbene appartenesse alla destra conservatrice, sosteneva anche i principi di libertà. Sostenne l'abolizione della punizione corporale. Chiese una normativa che regolasse le relazioni tra Stato e Chiesa, per preservare la piena libertà di coscienza, ma d'altro canto per proteggere il potere dello Stato sulla chiesa.
Kudler partecipò a molte imprese caritatevoli e iniziative imprenditoriali come la Società stiriana per l'agricoltura, varie compagnie assicurative regionali per danni da incendio, la società per la lavorazione del ferro a Wolfsbach, la società dei mulini a vapore di Vienna, il birrificio di Brunn, l'associazione dei commercianti della Bassa Austria e l'associazione per l'aiuto ai prigionieri liberati. Nel 1848 divenne membro dell'Accademia austriaca delle scienze, nel 1849 fu insignito della Croce dei Cavalieri dell'Ordine imperiale di Leopoldo e nel 1851 ottenne il titolo nobiliare, nel 1852 divenne consigliere di corte.

## Opere

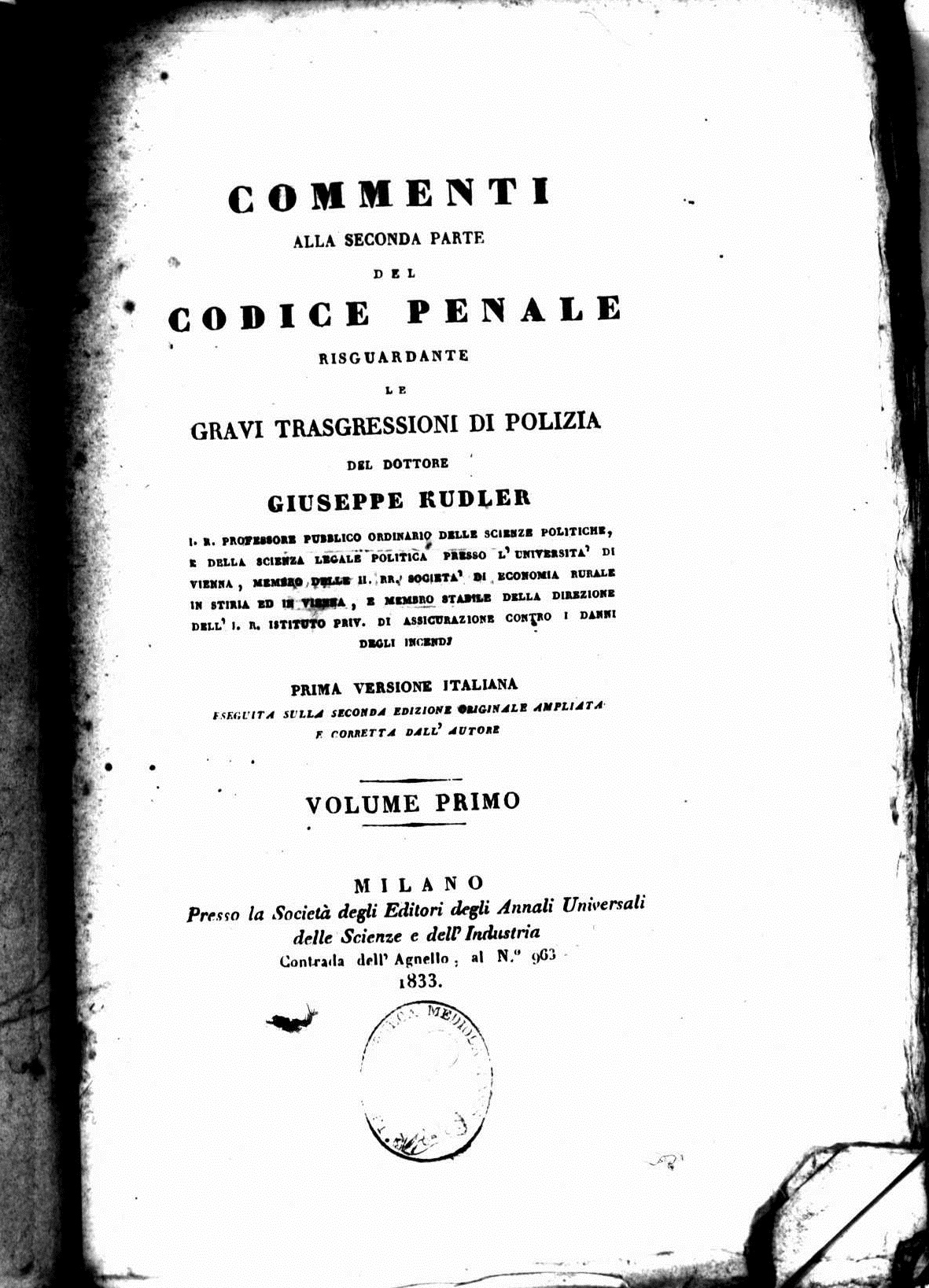
Commenti alla seconda parte del codice penale risguardante le gravi trasgressioni di polizia, 1833

- Die Grundlehren der Volkswirtschaft, Vienna 1846, 2 volumi.
- Steiermarks Volkszahl in den Jahren 1819 und 1820, in Steiermärkischen Zeitschrift, 1821.
- Steiermarks Viehstand in den Jahren 1819 u. 1820, ibid.
- Über d. Beziehung der Wissenschaften zum Staatsbürgerlichen Leben, ibid., 1824.
- Über d. Vorzüge d. Versicherungsanstalten mit wechselseitiger Gewährleistung vor jenen, welche als gewinnbringende Unternehmungen begründet werden, ibid.
- Erklärung des Strafgesetzes über schwere Polizeiübertretungen, 1824.
  -  Commenti alla seconda parte del codice penale risguardante le gravi trasgressioni di polizia, vol. 1, Milano, Societa degli editori degli annali universali delle scienze e dell'industria, 1833.